# (11656) Lipno
(11656) Lipno (1997 EL6) – planetoida z pasa głównego asteroid okrążająca Słońce w ciągu 5,78 lat w średniej odległości 3,22 j.a. Odkryta 6 marca 1997 roku.